# Смекалин, Александр Александрович
Александр Александрович Смекалин — российский политик. Директор Ассоциации экономического взаимодействия субъектов Российской Федерации «Ассоциация инновационных регионов России»,  директор по региональному развитию РАНХиГС. На протяжении 5 лет (с 1 декабря 2016 года - 16 августа 2021 год) -  Председатель Правительства Ульяновской области. Член Президиума РПС партии «Единая Россия»

## Биография
Родился 25 марта 1980 года в городе Сенгилей Ульяновской области.
Окончил среднюю школу №6 города Ульяновска, в 2002 году с отличием окончил факультет управления экономики и бизнеса УлГУ. Прошёл стажировку в качестве специалиста по работе с резервом в ООО «Волга-Днепр - Москва».
С 2002 года прошёл трудовой путь от главного специалиста до директора департамента инвестиций и внешних связей.
С сентября 2009 года - директор Департамента инвестиций Министерства экономики Ульяновской области.
С мая 2010 года - директор департамента модернизации и развития региональной экономики Правительства Ульяновской области.
2 ноября 2011 года  назначен министром стратегического развития и инноваций Ульяновской области.
С 2013 года занимал должность первого заместителя Председателя Правительства Ульяновской области. С 1 декабря 2016 года - Председатель Правительства Ульяновской области. 16 августа 2021 года покинул пост. Исполняющим обязанности главы кабинета министров стал его первый зам Андрей Тюрин. 12 ноября губернатор Алексей Русских назначил председателем правительства Ульяновской области Владимира Разумкова.
Прошел обучение по Программе развития кадрового управленческого резерва Высшей школы государственного управления (ВШГУ) РАНХиГС.
Имеет более 20 лет опыта работы в сфере экономического и инвестиционного развития. 
Женат, воспитывает дочь и сына.